# آندرس کیودنیوس
آندرس کیودنیوس (سوئدی: Anders Chydenius؛ ۲۶ فوریه ۱۷۲۹ – ۱ فوریهٔ ۱۸۰۳) اقتصاددان، سیاستمدار، فیلسوف و کشیش اهل کشور فنلاند بودو عضو مجلس کشور سوئد بود. بیشتر شهرت وی به خاطر رهبری لیبرالیسم کلاسیک در کشورهای نوردیک بود.